# Eclissi solare del 30 luglio 1935
L'eclissi solare del 30 luglio 1935 è stato un evento astronomico che ha avuto luogo il suddetto giorno attorno alle ore 09.16 UTC. Tale evento ha avuto luogo sulle coste settentrionali della Terra della Regina Maud in Antartide e nell'oceano a sud dell'Africa. L'eclissi del 30 luglio 1935 è stata la quarta eclissi solare nel 1935 e l'83ª nel XX secolo. La precedente eclissi solare si è verificata il 30 giugno 1935, la seguente il 25 dicembre 1935.
Il giorno della luna nuova (novilunio), la differenza tra le distanze apparenti di luna e sole osservate sulla terra è estremamente piccola. In tale momento, se la luna si trova in prossimità del nodo lunare, cioè uno dei due punti in cui la sua orbita interseca l'eclittica, si verifica un'eclissi solare. Quando vi è assenza di ombra e la penombra raggiunge parte dell'estremità settentrionale o meridionale della terra, si verifica un'eclissi solare parziale, che si verifica quindi presso le regioni polari della Terra.

## Percorso e visibilità
Questa eclissi solare parziale poteva essere vista sulla costa settentrionale della Terra della Regina Maud in Antartide e nell'oceano a sud dell'Africa.

## Eclissi correlate

### Eclissi solari 1931 - 1935
Questa eclissi è un membro di una serie semestrale. Un'eclissi in una serie semestrale di eclissi solari si ripete approssimativamente ogni 177 giorni e 4 ore (un semestre) in nodi alternati dell'orbita della Luna.